# 艾徹斯深谷
厄科峡谷（拉丁語：Echus Chasma。Chasma是深、長、邊緣陡峭的凹地。）是火星卢娜高原西侧的峽谷，位於大規模的水手號峽谷系統的北邊。在厄科峡谷內發現了粘土礦物，這代表曾經有水流流過該深谷。

## 地理
厄科峡谷是長約100公里，寬約10公里的峽谷，深度約1至4公里。中心位置在2.67°N 279.8°E。

## 外部連結
- ESA - Space Science - Echus Chasma （页面存档备份，存于）
- APOD - Echus Chasma from Mars Express （页面存档备份，存于）